# المهجم (حجة)
المهجم هي إحدى قرى الجمهورية اليمنية. تتبع جغرافيا لمحافظة حجة وإداريًا لمديرية كشر. يبلغ تعداد سكانها 2234 نسمة حسب الإحصاء الذي أجري عام 2004.